# حکیم جفریز
حکیم سکو جفریز (به انگلیسی: Hakeem Jeffries) یک وکیل و سیاستمدار آمریکایی است که از سال ۲۰۲۲ رهبر اقلیت مجلس نمایندگان و رهبر فراکسیون دموکرات در مجلس نمایندگان ایالات متحده است. جفریس ششمین دوره عضویت در مجلس نمایندگان را سپری می‌کند و از سال ۲۰۱۳ نماینده حوزه انتخابیه هشتم نیویورک است.
جفریس قبل از انتخاب شدنش برای کنگره در سال ۲۰۱۲، سه دوره در مجلس ایالتی نیویورک به نمایندگی از ناحیه ۵۷ خدمت کرد و به عنوان وکیل شرکتی کار می‌کرد. او از سال ۲۰۱۹ تا ۲۰۲۳ ریاست گروه دموکرات مجلس نمایندگان را برعهده داشت در نوامبر ۲۰۲۳ بدون مخالفت به عنوان رهبر این حزب انتخاب شد و جانشین نانسی پلوسی شد.
در ۲۸ نوامبر ۲۰۱۸، جفریس، باربارا لی، نماینده کنگره از کالیفرنیا را شکست داد و به ریاست گروه دموکرات مجلس نمایندگان رسید. در ۱۵ ژانویه ۲۰۲۰، جفریس به عنوان یکی از هفت مدیر مجلس نمایندگان که پرونده استیضاح ترامپ را در جریان محاکمه وی در سنای ایالات متحده ارائه کردند، انتخاب شد.
اقلیت دمکرات در مجلس نمایندگان صد و هیجدهمین کنگره ایالات متحده آمریکا به اتفاق آرا حکیم جفریز را به عنوان رهبر خود انتخاب کردند. این اولین بار در تاریخ آمریکاست که یک سیاهپوست هدایت یک حزب در کنگره را به دست می‌گیرد.